# Union sportive blanzynoise
Maillots
L'Union sportive blanzynoise est un club de football créé en 1986 à Blanzy dans la banlieue de Montceau-les-Mines en Saône-et-Loire et dont la section féminine, l'Union sportive blanzynoise Féminines 71 Sud Bourgogne a été mise en place en 2004.

## Histoire
Le club de football de l'Union sportive blanzynoise est créé en 1986 par la fusion entre les deux clubs de football de la ville de Blanzy : le FC Blanzy et l'Étoile sportive de Blanzy. Son premier président est Daniel Coquelle et le club évolue dès lors dans l'ombre du FC Montceau Bourgogne voisin, dans les championnats de district de Pays minier. En 2004, c'est sous l'autorité de Jean-Jacques Seurre président depuis 1996 et grâce à l'activisme de parents de jeunes joueuses évoluant alors en "mixte", qu'une section féminine est mise en place au sein du club.
Robert Creuset devient l'entraîneur général de cette section qui connait alors un développement spectaculaire en seulement dix ans, autant sportivement que structurellement. Cette section nommée US Blanzy Féminines, puis Union sportive blanzynoise Féminines 71 Sud Bourgogne, va attirer de nombreuses joueuses de la région et progressivement monter les échelons depuis le championnat de district de Pays Minier jusqu'à la Division 2 Nationale.
À sa création, la section féminine de l'Union sportive blanzynoise évolue dans le district de Pays minier, puis rapidement dans le championnat régional de la Ligue de Bourgogne de football. Menée par Robert Creuzet, l'équipe se qualifie en 2009 à un championnat national pour la première fois de son histoire, la Division 3. Les Bourguignonnes n'y restent qu'une année et atteignent la 2e Division dès la saison suivante, en 2010. Elles sont reléguées après trois saisons à ce niveau mais remontent immédiatement en 2014.
En 2014-2015, l'équipe fanion du club, entraînée par Robert Creuzet, participe au championnat de France féminin de football de deuxième division pour la 4e fois de son histoire et évolue au stade municipal de Blanzy.
L'équipe-fanion participe en 2008 aux barrages pour atteindre la 3e Division nationale mais se fait éliminer par le Football féminin Issy-les-Moulineaux (FF Issy) lors du 1er tour, en concédant une lourde défaite (3-0) au match aller que les Blanzynoises sont incapables de remonter malgré une belle victoire, 3 buts à 1, au match retour. Ce n'est que partie remise : en remportant la Division d'honneur de Bourgogne l'année suivante (nommée ligue honneur régionale en ligue de Bourgogne), les Bourguignonnes se qualifient pour la première fois de leur histoire au niveau national.
L'Union sportive blanzynoise fait une très bonne première saison en 3e Division, en se classant 4e de son groupe (Groupe B) en fin d'exercice, derrière la réserve de l'Olympique lyonnais, le Besançon RC et l'Association sportive Châtenoy-le-Royal. Cette position, normalement insuffisante pour se qualifier au niveau supérieur (seule la première équipe de chaque groupe était préalablement promue), lui permet cependant d'atteindre l'échelon supérieur dès l'année suivante, du fait de la restructuration des divisions nationales féminines, avec la disparition de la 3e Division et l'ajout d'un nouveau groupe en 2e Division pour la saison 2010-2011.
« Petit Poucet » de la compétition, avec l'un des plus petits budgets, le club joue le maintien à ce niveau pendant trois saisons. Les Bleues réussissent par deux fois à se sauver de la relégation : elles se classent à la 9e place en 2011 (à 5 points du premier relégable, le Besançon RC), puis en 2012 (à 10 points du premier relégable, l'Association sportive Châtenoy-le-Royal). Elles échouent cependant à se maintenir lors de la saison 2012-2013, finissant à la 11e place du groupe C, loin derrière les Nîmoises, 1re équipe non relégable.
Cette période voit également plusieurs bouleversements dans la section qui continue de grandir, avec notamment le renforcement en juin 2012 de son autonomie sur les plans administratif et financier et l'élection d'un président délégué. Par ailleurs, le club continue ses efforts en tant que club formateur et est récompensé cette même année par la labellisation de son école de football féminin par la Ligue de Bourgogne, puis au niveau national, seul club de Saône-et-Loire à avoir obtenu jusqu'à 2021 cette labellisation. Le succès de la formation du club est symbolisée par les bons résultats de la section des moins de 18 ans en ligue de Bourgogne, avec notamment la victoire en coupe de Bourgogne en 2014. L'expansion de la section est importante au début des années 2010 : elle double entre 2012 et 2014, pour atteindre plus d'une centaine de licenciées, ce qui en fait un club moteur du football féminin en Bourgogne.
Reléguée de 2e Division la saison précédente, l'équipe blanzynoise survole le championnat régional lors de la saison 2013-2014, remportant tous ses matches et se qualifiant pour le tournoi interrégional. Elle y retrouve le Racing Besançon (féminines), l'ETG Ambilly FFC et le Aulnat Sportif Football. Les Bleues finissent en tête de leur groupe avec une avance de 3 points sur les Bisontines, principales rivales et retrouvent la Division 2 pour la saison 2014-2015 du championnat de France féminin de football .

## Dates clés
- 1986, création du club "Union sportive blanzynoise" par la fusion entre deux clubs de la ville de Blanzy ;
- 2004, création d'un section féminine au sein de l'US Blanzy ;
- 2008, participation aux barrages pour la Division 3 Nationale (D3) ;
- 2009, champion de DH Bourgogne, promotion en Division 3 Nationale (D3) ;
- 2010, 4e de son groupe de Division 3 (G. B), promotion en Nationale (D2) ;
- 2011, 9e de son groupe de Division 2 (Gr. C), meilleure performance à ce jour[Quand ?] ;
- 2012, labellisation de l'école de foot féminin par la Ligue de Bourgogne de football, autonomie renforcée de la section féminine ;
- 2013, 11e de son groupe de Division 2 (Gr. C), relégation en division régionale de la Ligue de Bourgogne ;
- 2014, champion de Division d'honneur de Bourgogne, 1re de son groupe (Gr. C) au championnat interrégional, remontée immédiate en Division 2.
- 2024, la section féminine est absorbée par le FC Montceau Bourgogne.
- depuis le 8 juin 2025, le stade municipal de Blanzy porte le nom de Guillaume Warmuz, ancien gardien de but professionnel qui a évolué à l'ES Blanzy de 1976 à 1986.

## Palmarès
Le palmarès de l'Union sportive blanzynoise Féminines 71 Sud Bourgogne comporte deux championnats de Division d'honneur de Bourgogne.
Le tableau suivant liste le palmarès du club actualisé à l'issue de la saison 2013-2014 dans les différentes compétitions officielles aux niveaux national et régional.
| Compétitions nationales | Compétitions régionales                                                  |
| - Championnat de France de Division 2 - Meilleur : 9e (Gr. C) en 2011. - Coupe de France - Meilleur : 1/32e de finale en 2007. | - Championnat DH Bourgogne (Ligue Honneur Rég.) - Champion : 2009, 2014. |

## Bilan saison par saison
Le tableau suivant retrace le parcours de l'équipe-fanion féminine depuis la création de la section féminine en 2004.
| Édition   | Division 1 | Division 2  | Division 3                                    | Divisions Régionales      | Coupe de France  |
| 2004-2005 | -          | -           | -                                             | ...                       | ...              |
| 2005-2006 | -          | -           | -                                             | ...                       | ...              |
| 2006-2007 | -          | -           | -                                             | DH Bourgogne              | 2e tour fédéral  |
| 2007-2008 | -          | -           | -                                             | DH Bourgogne 11e Barrages | 2e tour régional |
| 2008-2009 | -          | -           | -                                             | Champion DH Bourgogne     | 1er tour fédéral |
| 2009-2010 | -          | -           | 4e (Gr. B)                                    | -                         | 1er tour fédéral |
| 2010-2011 | -          | 9e (Gr. C)  |                                               | -                         | 2e tour fédéral  |
| 2011-2012 | -          | 9e (Gr. C)  | -                                             | 1er tour fédéral          |                  |
| 2012-2013 | -          | 11e (Gr. C) | -                                             | 1/32e de finale           |                  |
| 2013-2014 | -          | -           | Champion DH Bourgogne 1er Tournoi CIR (Gr. C) | ...                       |                  |
| 2014-2015 | -          | 12e (Gr. C) | -                                             | -                         |                  |

## Identité visuelle

Logo général du club.
Logo de la section féminine avant 2014.
Nouveau logo depuis 2014.
Logo du club.

## Personnages emblématiques du club

### Présidents
- Daniel Coquelle (1986 à ~)
- Yves Berthuet (~ à ~)
- Daniel Dacas (~ à ~)
- Michel Kczaczkowki (~ à 1995)
- Jean-Pierre Lamontagne (1995 à 1996)
- Jean-Jacques Seurre[9] (1996 à ~)
- Didier Laroche (section féminine) (2012 à ~)

### Entraîneurs
- Robert Creuzet (2004 à ~)

### Joueuses et joueurs emblématiques
- Marie-Pierre Ravet, 6e saison au club, capitaine, titulaire lors des deux montées en D2.
- Unal Cakar est le meilleur buteur du club avec 196 buts marqués (de 1987 à 2007).

## Autres équipes
- Jeunes :
  - 1 équipe en ligue régionale -18 ans
  - École de foot
- Autres :
  - 1 équipe réserve en championnat de district à 8